# Harry Freedman (Komponist)
Harry Freedman (Henryk Frydmann; * 5. April 1922 in Łódź, Polen; † 16. September 2005 in Toronto) war ein kanadischer Komponist, Englischhornist und Musikpädagoge.

## Leben
Freedman kam mit seiner Familie im Alter von drei Jahren nach Kanada und lebte ab 1931 in Winnipeg. An der Winnipeg School of Arts begann er dreizehnjährig eine Ausbildung als Maler. Sein Interesse für Jazzmusik brachte ihn achtzehnjährig zu einer Ausbildung als Klarinettist bei Arthur Hart. Während des Zweiten Weltkrieges diente er vier Jahre bei der Royal Canadian Air Force. Von 1945 bis 1951 studierte er in Toronto Oboe bei Perry Bauman  und Komposition am Royal Conservatory of Music Komposition bei John Weinzweig. Außerdem besuchte er Sommerkurse von Olivier Messiaen und Aaron Copland in Tanglewood (1949) und von Ernst Krenek (1953). Von 1946 bis 1971 war er Englischhornist beim Toronto Symphony Orchestra.
Nach 1971 widmete er sich vorwiegend der Komposition, war jedoch zwischen 1972 und 1981 jeden Sommer Composer in Residence am Courtenay Youth Music Centre und unterrichtete von 1989 bis 1991 Orchestration und Komposition an der University of Toronto. Er zählte 1951 zu den Gründern der Canadian League of Composers, deren Präsident er von 1975 bis 1978 war, wirkte von 1979 bis 1981 als Präsident der Guild of Canadian Film Composers und von 1985 bis 1990 als Musikbeauftragter des Toronto Arts Council.
Freedman komponierte Werke für Soloinstrumente, Kammermusik, Orchesterwerke, Film-, Schauspiel- und Ballettmusiken. Für Touches erhielt er 1996 einen Juno Award, für Borealis, ein Auftragswerk des Rundfunks der CBC und des Toronto Symphony Orchestra, 1998 einen Preis beim International Rostrum of Composers. 1980 ernannte ihn der Canadian Music Council zum Komponisten des Jahres, 1984 wurde er zum Officer des Order of Canada ernannt. Norma Beecroft produzierte 1977 für den Rundfunk der CBC eine Dokumentation über ihn, und 1990 entstand Barbara Willis Sweetes Dokumentarfilm Harry in Wonderland über ihn.

## Werke
- Divertimento for Oboe and Strings, 1947
- Symphonic Suite für Orchester, 1948
- Five Pieces for String Orchestra, 1949, 1953
- Nocturne I für Orchester, 1949
- Tableau für Streichorchester, 1952
- Two Vocalises für Sopran, Klarinette und Klavier, 1954
- Fantasia and Dance für Violine und Orchester, 1955, 1959
- Images für (Streich)orchester, 1958
- Symphony No. 1, 1961
- Voice Lines, vocalise after three poems of Jacques Prévert für Sopran und Streicher, 1962, 1981
- Fantasy and Allegro für Streichorchester, 1962
- Quintet für Holzbläserquintett, 1962
- Three Vocalises für gemischten Chor, 1964
- The Tokaido (Japanese poetry) für gemischten Chor und Holzbläserquintett, 1964
- Chaconne für Orchester, 1964, 1977, 1982
- Variations für Oboe, Flöte und Cembalo, 1965
- Anerca für Sopran und Klavier, 1966
- A Little Symphony für Orchester, 1966
- Armana für Orchester, 1967
- Tangents für Orchester, 1967
- Poems of Young People für tiefe Stimme, 1968
- Toccata (syllables), für Sopran und Flöte, 1968
- Five over Thirteen, Ballett, 1969
- Scenario für Altsaxophon, elektrische Bassgitarre und Orchester, 1970
- The Shining People of Leonard Cohen, Ballett,  1970
- Klee Wyck: The Laughing One für Orchester, 1970, 1986
- Soliloquy für Flöte und Klavier, 1970
- Keewaydin für Frauenchor und Tonband, 1971
- Tikki Tikki Tembo (Mosel) für Erzähler und Holzbläserquintett, 1971
- Graphic I: Out of Silence für Orchester und Tonband, 1971
- Graphic II für Streichquartett, 1972
- Pan für Flöte, Sopran und Klavier, 1972
- Lines für Klarinette solo, 1973
- Romeo and Juliet (Originaltitel: Star Cross'd), Ballett 1973, 1975
- Tapestry für Orchester, 1973
- Songs From Shakespeare für gemischten Chor, 1974
- Encounter für Violine und Klavier, 1974
- Love and Age (Reeves) für Sopran, Bariton, Holz- und Blechbläserquintett, 1975
- Vignette für Klarinette und Klavier, 1975
- Nocturne II für Orchester, 1975
- Five Rings für Bläserquintett, 1976
- Fragments of Alice (L. Carroll) für Sopran, Alt, Bariton und Instrumente, 1976
- The Explainer für Flöte, Oboe, Cello, Klavier, Perkussion und Sprecher, 1976
- Tsolum Summer für Streicher und Perkussion, 1976
- Pastorale für gemischten Chor und Englischhorn, 1977
- Celebration: Concerto for Gerry Mulligan für Saxophon und Orchester, 1977
- Mono für Horn solo, 1977
- Green... Blue... White... (songs of the eastern provinces) für gemischten Chor, 1978
- Epitaph for Igor Stravinsky für Tenor, vier Posaunen und Streichquartett,  1978
- Opus Pocus für Flöte, Violine, Viola und Cello, 1979
- Abracadabra, Oper, 1979
- Nocturne III für Chor und Orchester, 1980
- Blue: 2nd String Quartet, 1980
- Impromptus für Mezzosopran und Gitarre, 1980
- Royal Flush: Concerto Grosso für Bläserquintett und Orchester, 1981
- A Spring Song für gemischten Chor, 1981
- A Time Is Coming für gemischten Chor, 1982
- And Now It Is Today Oh Yes, a musical entertainment für Sopran und Instrumente, 1982
- Chalumeau für Streichquartett oder -orchester, 1982
- Accord für Violine und Orchester, 1982
- Concerto for Orchestra, 1982, 1985
- Third Symphony, 1983, 1985
- Oiseaux Exotiques, Ballett, 1984
- Passacaglia for Jazz Band and Orchestra, 1984
- The Saxophone Chronicles für Saxophon und Orchester, 1984
- A Garland for Terry für Sprecher und Orchester, 1985
- Heroes of Our Time, Ballett, 1986
- Contrasts: The Web and the Wind für Streichorchester, 1986
- Graphic VI: Town, 1986
- Rhymes from the Nursery für Kinderchor und Flöte, 1986
- Breaks, Ballett, 1987
- Fanfare for Century II für Blechbläser, Pauken und Perkussion, 1987
- Little Girl Blew für Bassklarinette, 1988
- A Dance on Earth, für Orchester, 1988
- Sonata for Symphonic Winds, 1988
- Touchings für Perkussionsensemble und Orchester, 1989
- Bones, 1989
- Short Story für Englischhorn. 1989
- Another Monday Gig für Jazzensemble, 1991
- Downwind für Akkordeon und Bassklarinette, 1992
- Spirit Song für Sopran und Streichquartett, 1993
- Indigo für 22 Streicher, 1994
- Saxtet für Saxophonquartett, 1995
- Blue Light für Flöte, Klarinette, Violine, Cello und Klavier, 1995
- Higher für Bassklarinette und Cello, 1996
- Borealis für vier Chöre und Orchester, 1997
- Voices für gemischten Chor, 1999
- Graphic 9 für 16 Streicher, 2000
- Graphic 8 für Streichquartett, 2000
- Romp and Reverie für Flöte solo, 2002
- Phoenix für Streichquartett, 2003